# Kefar Chajjim

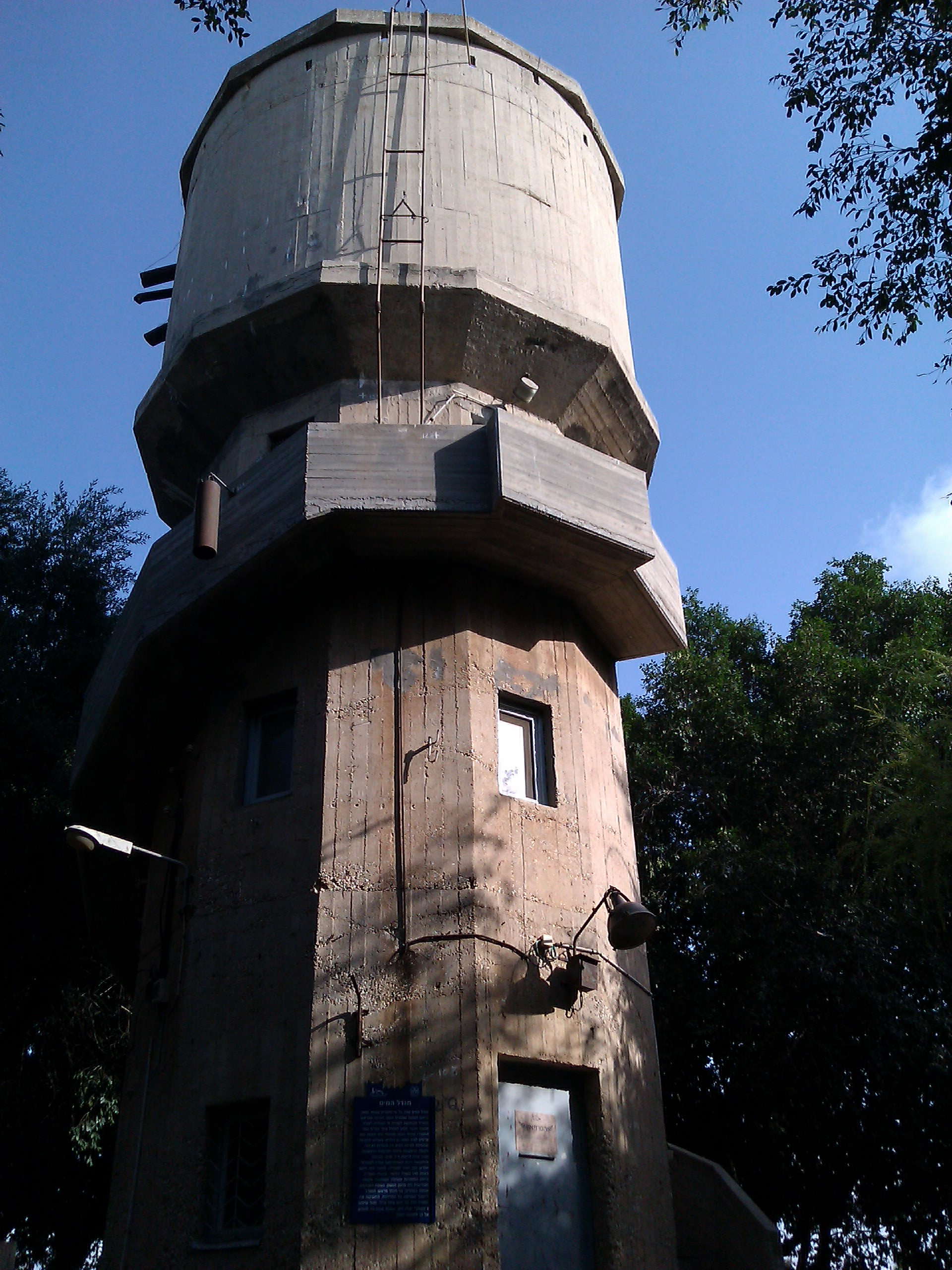

Kefar Chajjim (hebr. כפר חיים) – moszaw położony w samorządzie regionu Emek Chefer, w Dystrykcie Centralnym, w Izraelu.
Leży na równinie Szaron w otoczeniu moszawów Hadar Am, Awichajil, Giwat Szappira i Kefar Monash, oraz kibucu Miszmar ha-Szaron.

## Historia
Moszaw został założony 16 czerwca 1933 przez żydowskich imigrantów z Polski i Rosji. Nazwano go na cześć działacza ruchu syjonistycznego Chajjima Arłozorowa, który został zamordowany w dzień założenia moszawu.

## Kultura i sport
W moszawie znajduje się ośrodek kultury i basen pływacki.

## Gospodarka
Gospodarka moszawu opiera się na intensywnym rolnictwie, sadownictwie i uprawach w szklarniach.
Firma Ultramat Advanced Materials and Technologies Ltd. specjalizuje się z produkcji specjalistycznych urządzeń dla instytutów badawczych, przemysłu medycznego i zamówień rządowych.

## Komunikacja
Przez moszaw przebiega droga nr 5700 , którą jadąc na wschód dojeżdża się do drogi ekspresowej nr 4  (Erez–Kefar Rosz ha-Nikra), lub na południe do moszawu Hadar Am. Lokalna droga prowadzi na północ do kibucu Miszmar ha-Szaron.